# Nabil Alioui
Nabil Alioui (Marokkaans:نبيل عليوي) Toulon, 18 februari 1999) is een Frans-Marokkaans voetballer, die doorgaans speelt als linksbuiten.

## Clubcarrière
Alioui begon zijn voetballoopbaan bij de jeugd van SC Toulon. In 2013 maakte hij de overstap naar de jeugd van AS Monaco. Vanaf het seizoen 2018/19 werd hij uitgeleend aan Cercle Brugge. Hij werd echter zeer snel geconfronteerd met een heupblessure waardoor hij enkele maanden gekwetst aan de zijlijn stond. In januari 2019 hervatte hij de trainingen. Op 10 maart 2019 maakte hij zijn debuut in de Eerste klasse A voor Cercle Brugge. In de thuiswedstrijd tegen Standard Luik mocht hij van coach Laurent Guyot 31 minuten voor tijd Serge Gakpé komen vervangen. De wedstrijd werd met 1–2 verloren. Uiteindelijk keerde hij met twaalf gespeelde wedstrijden op zijn teller terug naar Monaco.

## Clubstatistieken
| Seizoen | Club            | Land               | Competitie      | Competitie | Competitie | Beker | Beker | Internationaal | Internationaal | Totaal | Totaal |
| Seizoen | Club            | Land               | Competitie      | Wed.       | Dlp.       | Wed.  | Dlp.  | Wed.           | Dlp.           | Wed.   | Dlp.   |
| ------- | --------------- | ------------------ | --------------- | ---------- | ---------- | ----- | ----- | -------------- | -------------- | ------ | ------ |
| 2018/19 | → Cercle Brugge | Vlag van België    | Eerste klasse A | 1          | 0          | —     | —     | —              | —              | 1      | 0      |
| 2019/20 | AS Monaco       | Vlag van Frankrijk | Ligue 1         | 0          | 0          | —     | —     | —              | —              | 0      | 0      |
| Totaal  | Totaal          | Totaal             | Totaal          | 1          | 0          | 0     | 0     | 0              | 0              | 1      | 0      |

Bijgewerkt op 23 oktober 2019.

## Interlandcarrière
Alioui doorliep verschillende Franse jeugdploegen. In 2019 nam hij met de U20 van Frankrijk deel aan het wereldkampioenschap voetbal onder 20. Alioui scoorde in de achtste finale tegen de Verenigde Staten, waarin Frankrijk desondanks met 2-3 de boot in ging.